# Данила из Киева (посадник)
Данила (Даниил, Данил) — новгородский посадник в 1129—1130 гг.

## Посадничество
Данила является вторым из двух посадников (первым был Борис) из киевских чиновников, которым пытались подменить новгородское боярство на должности посадника. Под 1129 г. летописью отмечается приход Данилы из Киева в Новгород, чтобы там посадничать. Предполагается, что Данила был прислан Киевским князем Мстиславом Владимировичем и является той же попыткой, которая была совершена с посадником Борисом. Данила посадничал недолго, в следующем 1130 г. он лишается этой должности, так как 1 января 1131 г. на посадника назначается Петрила Микульчич.

## Актовая печать
Была найдена одна печать посадника Данилы. На печати имеется изображение св. Даниила во львином рву; пророк стоит во весь рост, а львы находятся по его сторонам.